# Saint-Amand-Montrond

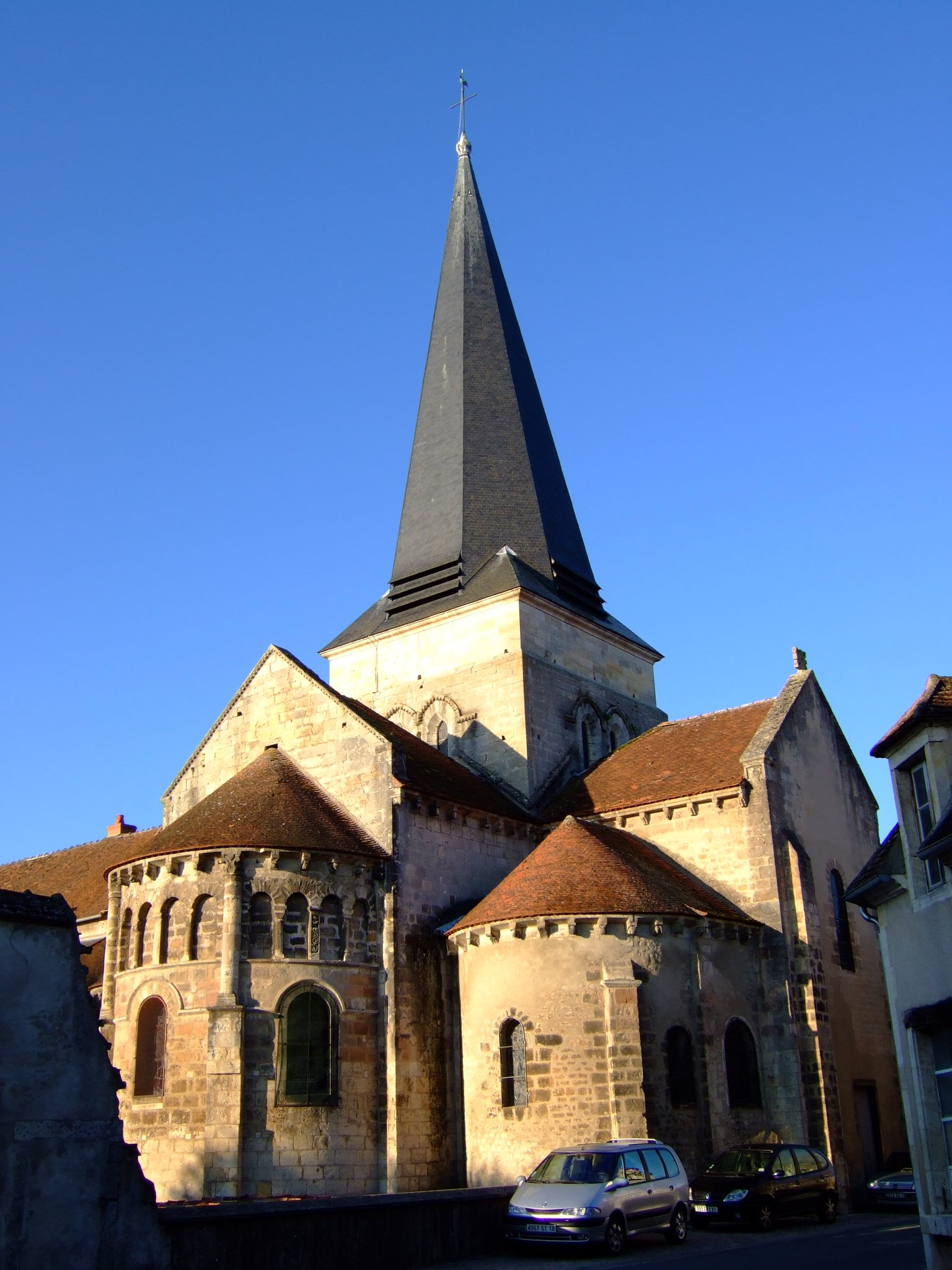
Kirche Saint-Amand in Saint-Amand-Montrond

Saint-Amand-Montrond ist eine französische Stadt mit 9.690 Einwohnern (Stand 1. Januar 2022) im Département Cher in der Region Centre-Val de Loire und der Hauptort des Arrondissements Saint-Amand-Montrond, das von den drei Arrondissements im Département Cher das am dünnsten besiedelte ist.

## Geographie
Die Stadt liegt am östlichen Ufer des Flusses Cher, der sie von der Gemeinde Orval trennt, mit der sie durch zwei Brücken über den Fluss verbunden ist. Mitten im Stadtgebiet mündet der Fluss Marmande als rechter Nebenfluss in den Cher ein. Hier zweigt auch der ehemalige Schifffahrtskanal Canal de Berry aus dem Tal des Cher ab und folgt dem der Marmande Richtung Osten.

## Geschichte
Die Siedlungsgeschichte lässt sich bis in prähistorische Zeit nachweisen. Im Mittelalter lassen sich drei Ansiedlungen unterscheiden: Saint-Amand-le-Chastel, Montrond und Saint-Amand-sous-Montrond. 

### Bevölkerungsentwicklung
| Jahr                       | 1962   | 1968   | 1975   | 1982   | 1990   | 1999   | 2006   | 2018 |
| Einwohner                  | 10.890 | 11.495 | 12.278 | 12.451 | 11.937 | 11.447 | 11.642 | 9531 |
| Quellen: Cassini und INSEE |        |        |        |        |        |        |        |      |

## Wirtschaft
Neben der Landwirtschaft gehören die Schmuckherstellung und der Buchdruck zu den Hauptwirtschaftszweigen.

## Sehenswürdigkeiten
Zu den Sehenswürdigkeiten gehören die Burgruine von Montrond, das Schloss La Férolle, die Abtei von Noirlac, der Canal de Berry und La Cité de l’or. 

## Jakobsweg
Saint-Amand-Montrond liegt an der südlichen Via Lemovicensis (frz. Voie limousine oder Voie de Vézelay). Dies ist der lateinische Name eines der vier Jakobswege in Frankreich. 1998 hat die UNESCO diese historischen „Wege der Jakobspilger in Frankreich“ als Weltkulturerbe ausgezeichnet.

## Städtepartnerschaften
Partnerstädte von Saint-Amand-Montrond sind 
- Nottuln im Münsterland
- Otwock in Polen
- Riobamba in Ecuador.

## Persönlichkeiten
- Jean Godin (1713–1792), Naturforscher und Kartograf, ist in Saint-Amand-Montrond geboren und gestorben.
- Marthe Bonnard (1869–1942), Malerin, ist in Saint-Amand-Montrond geboren.
- Henri Mazerat (1903–1986), Bischof von Fréjus-Toulon und Angers, ist in Saint-Amand-Montrond geboren.
- Francisco Rubio (* 1953), Fußballspieler und -trainer, ist in Saint-Amand-Montrond geboren.
- Von 1983 bis 2007 war Serge Vinçon (1949–2007) Bürgermeister der Gemeinde. Ab 2002 war Vinçon Vorsitzender des Außen- und Verteidigungsausschusses des Senats. Zudem war er Vizepräsident des Senats. Ein Flugzeug des Typs Mirage wurde ihm zu Ehren auf einem Kreisverkehr am Eingang zur Stadt aufgestellt.
- Mitsada Saitaifah (* 1987), laotischer Fußballspieler
- Julian Alaphilippe (* 1992), französischer Radrennfahrer, ist in Saint-Amand-Montrond geboren.